# Castello di Issogne
Il castello di Issogne è uno dei più famosi castelli della Valle d'Aosta. È situato nel comune di Issogne (località La place), sulla destra idrografica della Dora Baltea, e appare come una dimora signorile rinascimentale, creando una sorta di contrasto con l'austero castello di Verrès che si trova quasi di fronte al lato opposto del fiume.
Celebri sono il suo cortile interno, con la fontana del melograno e il coloratissimo porticato, raro esempio di pittura alpina medievale, con il suo ciclo di affreschi di scene di vita quotidiana del tardo Medioevo.

## Storia

### Le origini
Il primo documento in cui è citato il castello di Issogne è una bolla di papa Eugenio III del 1151, che attesta la presenza ad Issogne di una casaforte di proprietà del vescovo di Aosta. Tale casaforte doveva essere simile alla casaforte Villette di Cogne o alla tour Colin di Villeneuve.
Molto probabilmente però il sito era già sede di una villa romana simile alla villa romana di Aosta fin dal I secolo a.C., come dimostrano alcuni muri perimetrali rinvenuti nelle cantine dell'attuale castello.
Il potere del vescovo era però contrastato della famiglia De Verrecio, signori di Verrès, e le tensioni culminarono intorno al 1333 con un assalto da parte di Aymon de Verrès alla casaforte vescovile, che fu data alle fiamme e seriamente danneggiata.
Issogne rimase sede vescovile fino al 1379, quando il vescovo di Aosta infeudò della giurisdizione della signoria l'allora signore di Verrès Ibleto di Challant.
Ibleto iniziò così i lavori di ristrutturazione del castello trasformando la casaforte vescovile in una dimora complessa ed elegante, improntata sullo stile del gotico cortese, composta da una serie di torri e corpi di fabbrica racchiusi da una cinta muraria.
Alla morte di Ibleto nel 1409 il feudo e il castello di Issogne passarono al figlio Francesco di Challant, che nel 1424 ottenne dai Savoia il titolo di primo conte di Challant. Francesco però non ebbe figli maschi, e alla sua morte nel 1442 si generò una lotta di successione tra la figlia Caterina e suo cugino Giacomo di Challant-Aymavilles. Dopo anni di lotte nel 1456 Caterina dovette cedere i suoi possedimenti a Giacomo, che divenne così il secondo conte di Challant e nuovo signore di Issogne.

### Gli anni dello splendore
Verso il 1480 Luigi di Challant, figlio di Giacomo di Challant-Aymavilles, diede il via a nuovi lavori al castello, ma la maggior parte delle sistemazioni ebbe luogo sotto il priore Giorgio di Challant-Varey, cugino di Luigi, al quale alla sua morte era stata affidata la tutela dei due giovani figli Filiberto e Carlo, nati dal matrimonio con Marguerite de La Chambre.
Sotto Giorgio furono costruiti nuovi corpi di collegamento tra gli edifici già esistenti, dando così vita ad un unico palazzo a forma di ferro di cavallo che circonda un ampio cortile. A questo periodo risalgono anche le decorazioni del porticato che circonda il cortile, la cappella, il giardino e la celebre fontana del melograno dall'alto valore simbolico.
Durante gli anni del suo splendore il castello ebbe anche ospiti illustri, come l'imperatore Sigismondo di Lussemburgo durante un suo viaggio di ritorno in Germania nel 1414, o il re Carlo VIII di Francia nel 1494.
Alla morte di Giorgio di Challant nel 1509, dopo la fine dei lavori, nuovo signore di Issogne divenne Filiberto di Challant, che adibì il castello come dimora per sé, per la moglie Louise d'Aarberg e per il figlio Renato. Sotto il dominio di Renato di Challant (René de Challant), il castello raggiunse il suo massimo splendore e la funzione di corte ricca e raffinata.

### Il declino e la rinascita
In occasione dell'Esposizione Internazionale del 1884 fu realizzata a Torino la riproduzione di un borgo medievale con la sua rocca, curata tra gli altri da Alfredo d'Andrade e Vittorio Avondo. Per la realizzazione di alcuni locali della Rocca furono prese a modello la cucina e la Sala del Re di Francia del castello di Issogne, e una copia della celebre fontana del melograno è stata installata sulla piazza del borgo.

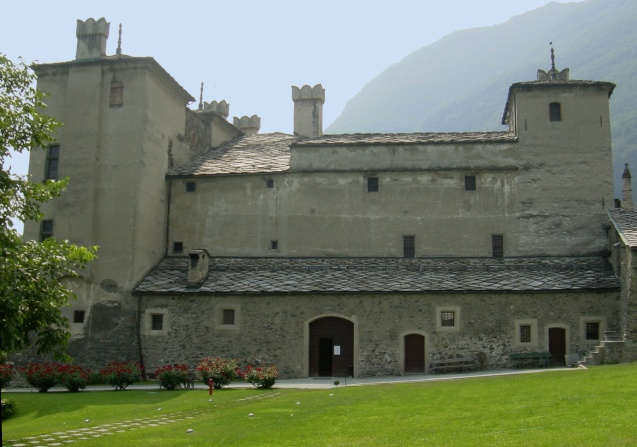
Ingresso del castello di Issogne (lato ovest)

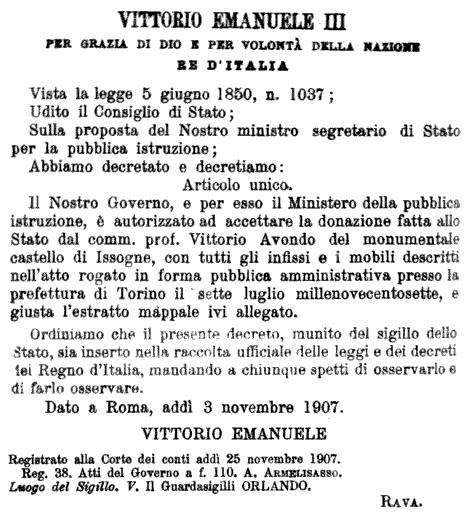
Testo del Regio decreto n.281 del 28/11/1907, pubblicato nella Gazzetta Ufficiale del Regno d'Italia, che autorizza ad accettare la donazione fatta da Vittorio Avondo del castello di Issogne

Non avendo eredi maschi, alla morte di Renato di Challant nel 1565 i suoi possedimenti passarono a Giovanni Federico Madruzzo, che ne aveva sposato la figlia Isabella.
Questo scatenò un conflitto ereditario tra la famiglia Madruzzo e i cugini maschi di Isabella della famiglia di Challant che sarebbe andato avanti per più di un secolo.
Nel frattempo la signoria di Issogne e il suo castello furono proprietà prima dei Madruzzo, poi dei Lenoncourt e infine nel 1693 passarono a Cristina Maurizia Del Carretto di Balestrino.
Nel 1696 però ebbe finalmente fine il contenzioso tra i discendenti dei Madruzzo e gli Challant, e Cristina Maurizia dovette restituire Issogne alla famiglia Challant.
Nel 1802, con la morte di Giulio Giacinto, ultimo conte di Challant, e l'estinguersi della casata iniziò per il castello, che già da anni era abbandonato, un periodo di forte decadenza durante il quale fu spogliato dei suoi arredi.
Nel 1872 il barone Marius de Vautheleret, l'allora proprietario, fu costretto a vendere all'asta il castello, che fu così acquistato dal pittore torinese Vittorio Avondo, che ne curò il restauro e lo riarredò con i mobili originali (recuperati sul mercato antiquario) o con copie di mobili d'epoca.
Avondo donò il castello allo Stato italiano nel 1907, e nel 1948 esso divenne infine proprietà della Regione Valle d'Aosta.
Il castello è oggi visitabile tramite visite guidate.

## Il castello
Esternamente il castello appare come una dimora fortificata dall'aspetto poco appariscente, senza particolari decorazioni o affreschi e con le torrette angolari poco più alte del resto dell'edificio, situato al centro dell'abitato di Issogne.
La pianta del castello è di forma quadrangolare, di cui tre lati sono occupati dall'edificio stesso e il quarto - quello orientato verso sud - è costituito da un giardino all'italiana separato dall'esterno da un semplice muro di cinta.

### Il cortile e il porticato

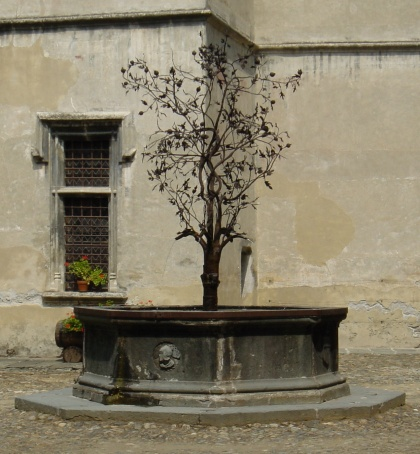
Particolare della fontana del melograno nel cortile del castello

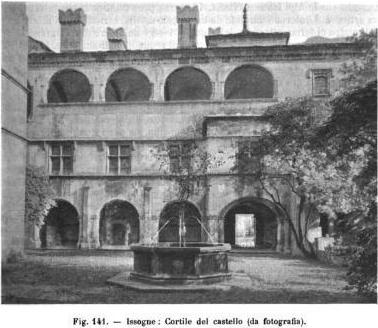
Fotografia di inizio Novecento del cortile del castello di Issogne: oltre alla fontana sono visibili il porticato (piano terreno) e il loggiato (secondo piano)

Il cortile interno racchiuso tra i tre lati dell'edificio e il giardino è uno degli ambienti più suggestivi del castello.
Un tempo vi si accedeva attraverso il portone che si apre sulla piazza del paese e che conduce sotto il porticato, mentre attualmente per motivi pratici si utilizza l'ingresso secondario sul lato ovest, che si affaccia esternamente su un ampio prato.
Sulle facciate che si affacciano sul cortile si trova il cosiddetto "miroir pour les enfants de Challant", una sequenza di stemmi affrescati che raffigurano i diversi rami della famiglia Challant e le principali alleanze matrimoniali della casata, per conservarne il ricordo e trasmetterlo alle future generazioni.
Il muro di cinta del giardino era invece decorato con disegni monocromatici di saggi ed eroi dell'antichità, ormai quasi cancellati.
Al centro del cortile si trova la celebre fontana del melograno, una vasca di pietra di forma ottagonale dalla quale si erge un albero di melograno interamente in ferro battuto donde sgorgano zampilli di acqua. Curiosamente l'albero presenta i frutti del melograno mentre il fogliame, forse per ragioni simboliche volute dall'artista, è quello di un'altra pianta: la quercia. La fontana fu probabilmente fatta realizzare da Giorgio di Challant come dono per le nozze del suo pupillo Filiberto di Challant con Louise d'Aarberg nel 1502 ed ha come detto una forte valenza simbolica, volendo unire la fertilità e l'unità della famiglia rappresentate dal melograno, con i suoi frutti composti da molti grani, con la forza e l'antichità simboleggiati dalla quercia.
Fra le fronde del melograno-quercia sono pure inseriti dei minuscoli draghi, sempre in ferro battuto e molto difficili da scorgere.

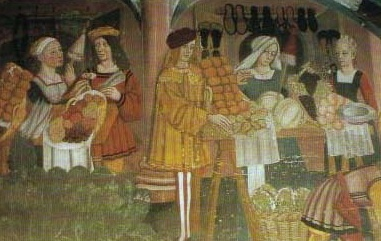
Particolare dell'affresco della lunetta del mercato sotto il porticato

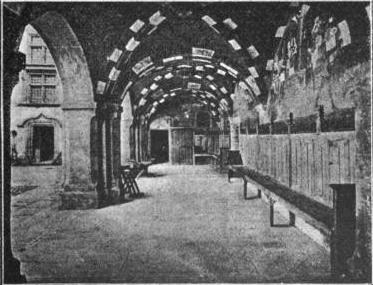
Interno del porticato corredato con panche a muro in legno e lunette affrescate in una fotografia del 1898

Il lato est del cortile è occupato da un porticato con le arcate a tutto sesto e soffitto con volta a crociera, sul quale si apriva il principale accesso al castello e dal quale si accede ora all'interno dell'edificio.
La decorazione di tipo geometrico delle nervature delle volte a crociera è tipica dell'arte del Quattrocento.
Le lunette del porticato sono decorate con affreschi raffiguranti con realismo e umorismo botteghe artigiane e scene di vita quotidiana del tempo e rappresentano un'importante testimonianza iconografica dell'epoca a cavallo tra il XV e il XVI secolo.
La lunetta del corpo di guardia mostra alcuni soldati seduti ad un tavolo intenti a giocare a carte o a tric trac in compagnia di alcune prostitute, mentre le loro armi o armature (corazze, balestre e alabarde) sono appese ad una rastrelliera addossata alla parete.
Il fornaio inforna il pane ed il beccaio gira lo spiedo mentre un gatto cerca di rubargli la carne.
Nella bottega del sarto si misurano e si tagliano pezze di tessuto, mentre negli scaffali alle spalle dello speziale sono raffigurati numerosi vasi di medicinali e altri medicamenti.
La lunetta del mercato mostra un'affollata vendita di frutta e verdura con numerosi clienti e venditori abbigliati nei costumi dell'epoca. Nella lunetta della bottega del salumiere sono infine raffigurate alcune forme di formaggio della tipica forma della fontina, considerate la più antica raffigurazione del tradizionale formaggio valdostano.
Questi affreschi, oltre ad una funzione estetica, avevano probabilmente anche un significato celebrativo, volendo mostrare l'abbondanza e la pace ottenute grazie alle capacità del signore del castello.
L'intero ciclo è attribuito ad un artista conosciuto come maestro Colin, in virtù di un graffito nella lunetta del corpo di guardia che identifica il “Magister Collinus” come autore dell'opera, autore anche dei dipinti della cappella al primo piano del castello.

### Il piano terreno

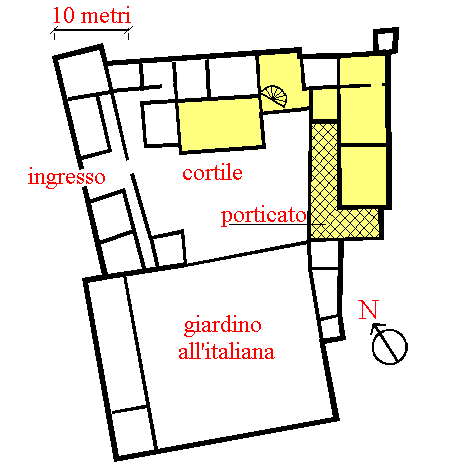
Piantina del piano terreno del castello. In giallo sono indicate le stanze visitabili

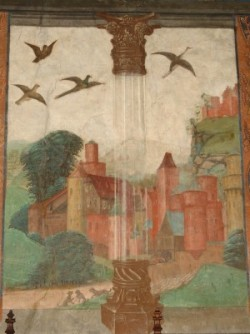
Particolare di uno degli affreschi della sala della giustizia

Il castello comprende in tutto circa cinquanta locali, solo una decina dei quali sono visitabili attraverso la visita guidata del maniero.
Una porta posta sotto al porticato conduce alla sala da pranzo, sormontata da una copertura a volta e arredata con mobili ottocenteschi fatti realizzare da Vittorio Avondo sulla base di modelli rinascimentali.
La sala da pranzo era collegata alla cucina tramite un'apertura passavivande.
La cucina è divisa in due da una grata lignea, creando due ambienti distinti probabilmente destinati alla preparazione di diversi tipi di cibo.
La parte più ampia, adiacente alla sala da pranzo, è dotata di un grande camino e di un forno, mentre la parte più piccola comprende un camino di dimensioni minori e un acquaio.
Sul lato nord, accanto alla scala che conduce al secondo piano, si trova la cosiddetta "sala della giustizia" o “salle basse”, il principale ambiente di rappresentanza del castello.
È una grande sala a pianta rettangolare, con le pareti completamente affrescate: un finto loggiato sorretto da colonne di marmo, alabastro e cristallo trasparente racchiude scene di caccia, di vita cortese e paesaggi nordici.
La decorazione culmina con il giudizio di Paride, nei cui panni è raffigurato il committente delle opere Giorgio di Challant.
Gli affreschi della sala, probabilmente terminati prima della morte di Giorgio di Challant nel 1509, sono attribuiti al maestro di Wuillerine, un artista ritenuto di scuola franco-fiamminga, come si può dedurre dalla presenza nei paesaggi di tetti molto spioventi e di mulini a pale tipici dei paesi del nord Europa, autore anche di un ex voto per la Collegiata di Sant'Orso ad Aosta.
Il soffitto è realizzato in legno con la travatura lasciata a vista e adiacenti alle pareti dei lati lunghi vi sono stalli intagliati in legno, rifacimenti ottocenteschi degli originali in stile tardogotico conservati nel museo civico di Torino.
Sulla parete di fondo della sala si trova un grande camino in pietra decorato con un grifone e un leone che sorreggono lo stemma della famiglia Challant.
Gli altri locali del piano terra, non visitabili, ospitavano la dispensa, le stanze degli addetti della cucina e dello speziale, le prigioni, la sala dei pellegrini e quella del falconiere, il corpo di guardia e altri locali di servizio.

### Primo piano

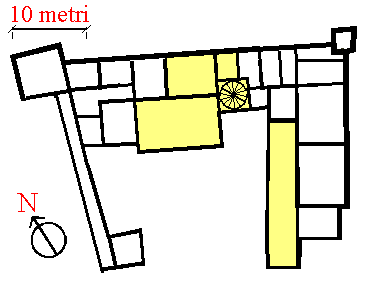
Piantina del primo piano del castello. In giallo sono indicate le stanze visitabili

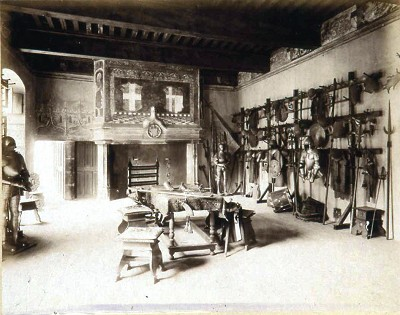
La Sala d'Armi in una foto del 1887 di Vittorio Ecclesia

Il primo piano del castello era destinato alle stanze dei signori del maniero, e anche Vittorio Avondo quando acquistò il castello nel XIX secolo adibì queste stanze a sua residenza privata.
Vi si sale attraverso una scala a chiocciola in pietra, adiacente alla sala della giustizia, alla quale si può accedere sia dai locali del piano terra sia direttamente dal cortile.
La scala è formata da una serie di gradini in pietra di forma trapezoidale, con la base più larga infissa nella muratura e conclusi nella parte più stretta da un elemento cilindrico; sovrapponendosi in verticale al susseguirsi dei gradini questi elementi cilindrici formano una colonna centrale che dona alla scala una maggiore resistenza statica.
Il soffitto della rampa è ottenuto lasciando a vista l'intradosso degli scalini superiori, dando così l'impressione di un nastro continuo che si svolge man mano che si percorre la scala.
Una delle prime stanze che si incontrano salendo lungo la scala è la cosiddetta "camera di Marguerite de La Chambre", la stanza privata prima di Marguerite de La Chambre, moglie di Luigi di Challant, e poi di Mencia di Braganza, moglie di Renato di Challant.
La stanza è coperta da un soffitto in legno con la travatura a vista. In cima alle pareti, tra una trave e l'altra del soffitto, si trovano alcuni fregi raffiguranti lo stemma di Marguerite.
L'arredo essenziale della stanza comprende un grande camino in pietra e un letto a baldacchino copia ottocentesca di un originale proveniente dal castello di Ussel.

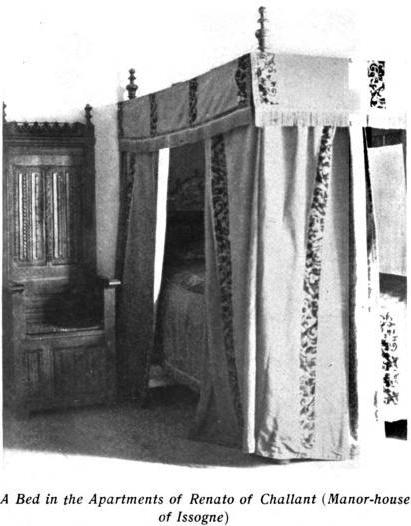
La camera da letto di Renato di Challant in una fotografia del 1910 di Felice Ferrero

Adiacente alla camera da letto si trova l'oratorio privato di Marguerite de la Chambre, una piccola stanza quadrata coperta da una volta a crociera.
L'oratorio è interamente affrescato, con scene che raffigurano l'assunzione delle Vergine e il martirio di Santa Caterina e di Santa Margherita.
Uno degli affreschi ritrae la stessa Marguerite de La Chambre in preghiera insieme alle due nuore e alle tre figlie. L'intero ciclo è stato ridipinto nel 1936.

La cappella in una foto di Vittorio Ecclesia

Accanto alla camera di Marguerite de La Chambre e accessibile attraverso di essa oppure dalla scala, si trova una grande sala rettangolare coperta da un soffitto in legno, denominata "chambre de Savoie" nell'inventario redatto nel 1565 alla morte di Renato di Challant.
In fondo alla sala vi è un grande camino in pietra sul quale sono dipinti lo stemma della famiglia Savoia - da cui l'originario nome della sala - e l'unione degli stemmi delle famiglie Challant e La Palud, in virtù del matrimonio tra Amedeo di Challant Verey e Anne de La Palud, genitori del Priore Giorgio di Challant.
La sala è attualmente arredata secondo la sistemazione del XIX secolo di Vittorio Avondo, che qui raccolse la sua collezione di armi e armature antiche, ed è per questo chiamata "sala d'armi".
Completano l'arredamento una serie di mobili copie ottocentesche di originali tardogotici.
L'ultimo ambiente visitabile del primo piano è la cappella, situata nell'ala orientale del castello al di sopra del porticato del cortile.
Si tratta di un ambiente lungo e stretto, coperto da una serie di volte a crociera che lo dividono in cinque campate.
Una cancellata in legno divide in due il locale, separando probabilmente la parte riservata ai signori del castello da quella destinata alla servitù.
Gli stalli in legno addossati alle pareti sono copie ottocentesche fatte realizzare da Vittorio Avondo, mentre l'altare a sportelli è l'originale del castello, realizzato agli inizi del XVI secolo, che Avondo recuperò sul mercato dell'antiquariato dopo che era stato venduto dai precedenti proprietari del maniero.
Le ante del polittico d'altare e gli affreschi della cappella, raffiguranti scene della natività, i profeti, gli apostoli e i dottori della Chiesa, sono attribuite al maestro Colin, lo stesso artista che realizzò le lunette del porticato nel cortile e che aveva anche lavorato alla decorazione della Collegiata di Sant'Orso di Aosta di cui Giorgio di Challant era priore.
Tra i locali non visitabili di questo piano vi sono le stanze e i disimpegni di Renato di Challant, delle sue figlie Filiberta e Isabella, del cardinale Madruzzo (zio di Giovanni Federico Madruzzo, marito di Isabella di Challant) e il loggiato.

### Secondo piano

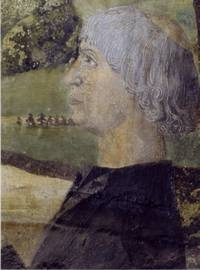
Ritratto di Giorgio di Challant nell'Oratorio al secondo piano del castello

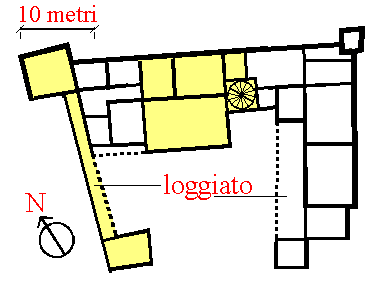
Piantina del secondo piano del castello. In giallo sono indicate le stanze visitabili

Si accede al secondo piano continuando a salire lungo la scala a chiocciola in pietra.
In corrispondenza delle stanze di Marguerite de La Chambre si trovano qui i locali riservati a Giorgio di Challant. 
La camera di Giorgio di Challant, detta anche "camera di San Maurizio" per via del soffitto a cassettoni decorato con le croci dell'Ordine dei Cavalieri di San Maurizio è arredata in modo analogo alla sottostante camera di Marguerite de la Chambre e comprende un letto a baldacchino del XVI secolo e una credenza e una seggetta ottocentesche fatte realizzare da Avondo in stile tardogotico.
La stanza era scaldata da un grande camino in pietra decorato con lo stemma di Giorgio di Challant sorretto da un grifone e un leone.
Dalla camera di Giorgio di Challant si accede al suo oratorio privato, collocato in corrispondenza di quello di Marguerite.
Anche in questo caso si tratta di un piccolo locale a pianta quadrata, coperto da una volta a crociera e completamente affrescato. Gli affreschi, opera dell'anonimo artista forse proveniente da oltralpe autore anche degli affreschi nell'oratorio di Marguerite de La Chambre, raffigurano scene della crocifissione, della pietà e della deposizione di Cristo nel sepolcro. Giorgio, committente delle opere, è ritratto inginocchiato ai piedi della croce.
Come altri dipinti del maniero anche gli affreschi dell'oratorio di Giorgio sono stati ridipinti durante un restauro nel 1936.
Dalla scala principale si accede alla cosiddetta "sala del re di Francia", situata accanto alle stanze di Giorgio di Challant e al di sopra della sala d'armi.
Il nome deriverebbe dall'aver probabilmente ospitato il re di Francia Carlo VIII durante il suo passaggio in Italia nel 1494.
Nel XVI secolo questa era la camera nuziale di Renato di Challant e di sua moglie Mencia.

La stanza del Re di Francia fotografata da Vittorio Ecclesia

La stanza è coperta da un soffitto a cassettoni in legno ed era scaldata da un camino decorato con i gigli dello stemma reale francese.
La stanza è arredata con mobili in parte recuperati da Avondo, come il letto a baldacchino con gli stemmi degli Challant-Aymavilles acquistato presso un contadino di Ussel, e in parte rifacimenti ottocenteschi.
Oltrepassando la sala del re di Francia attraverso una serie di disimpegni si raggiunge la "camera della torre", situata nell'angolo di nord ovest del maniero nella zona più antica del castello.
Le diverse finestre della stanza permettevano contemporaneamente una vista sui castelli di Arnad, di Verrès e di Villa a Challand-Saint-Victor e probabilmente questo locale era usato come torre di segnalazione.
In caso di pericolo i signori del maniero avrebbero potuto rifugiarsi nel meglio difendibile castello di Verrès.
Per raggiungere l'ultima stanza visitabile di questo piano bisogna attraversare una loggia coperta da una volta a crociera.
La stanza si trova all'estremità di sud-ovest del castello e nell'inventario del 1565 era citata come "chambre de l'Empereur", probabilmente in seguito alla permanenza dell'imperatore Sigismondo di Lussemburgo nel 1414. La stanza è attualmente chiamata "camera della contessina", dalla contessina Isabella di Challant, figlia di Renato di Challant e di Mencia di Braganza, ed è arredata con un letto cinquecentesco di origine tirolese, mobilio del XIX secolo fatto realizzare da Avondo e un camino in pietra decorato con lo stemma di Giorgio di Challant.
Nell'ala orientale del castello, non visitabile, si trova un'altra loggia con volta a crociera, posizionata in corrispondenza della cappella, alcune stanze e disimpegni e le scale che conducono alle soffitte del castello. 
Secondo una leggenda su quel loggiato apparirebbe nelle notti di luna il fantasma di Bianca Maria Gaspardone, prima moglie del signore di Issogne Renato di Challant, che fuggì pochi mesi dopo le nozze annoiandosi per le lunghe assenza del marito.
Bianca Maria fu in seguito condannata a morte per l'assassinio del suo amante Ardizzino Valperga e giustiziata a Milano nel 1526.

## I graffiti
Una delle caratteristiche del castello di Issogne, oltre ai famosi affreschi e alla fontana del melograno, sono i numerosi graffiti lasciati nel corso dei secoli dai visitatori e dagli ospiti del castello, dai servitori o dagli stessi castellani, preservati dal fatto che il castello non ha mai subito profondi rimaneggiamenti e testimoni della vita quotidiana che ruotava intorno al maniero.
Questi graffiti, solitamente incisi sulle pareti tramite punte metalliche, sono presenti in tutto il castello ma in particolare sono visibili nel porticato del cortile, nei corridoi e nelle strombature di porte e finestre.
Le scritte sono soprattutto in francese, latino o italiano, e tra di esse si trovano commenti di viaggiatori tristi oppure sollevati per la loro partenza dal castello, massime sulla vita e sul denaro, confessioni di innamorati e commenti canzonatori.
Le lunette affrescate del porticato mostrano, oltre alla firma del pittore maestro Colin, commenti sull'una o l'altra delle professioni raffigurate, mentre nella galleria che porta alla camera della contessina si può leggere l'epitaffio per la morte del conte Renato di Challant "XI iulii 1565 / obiit Renatus / comes de Challant" e testimonianze di tristezza in occasione dell'anniversario della data.